# Jota murciana

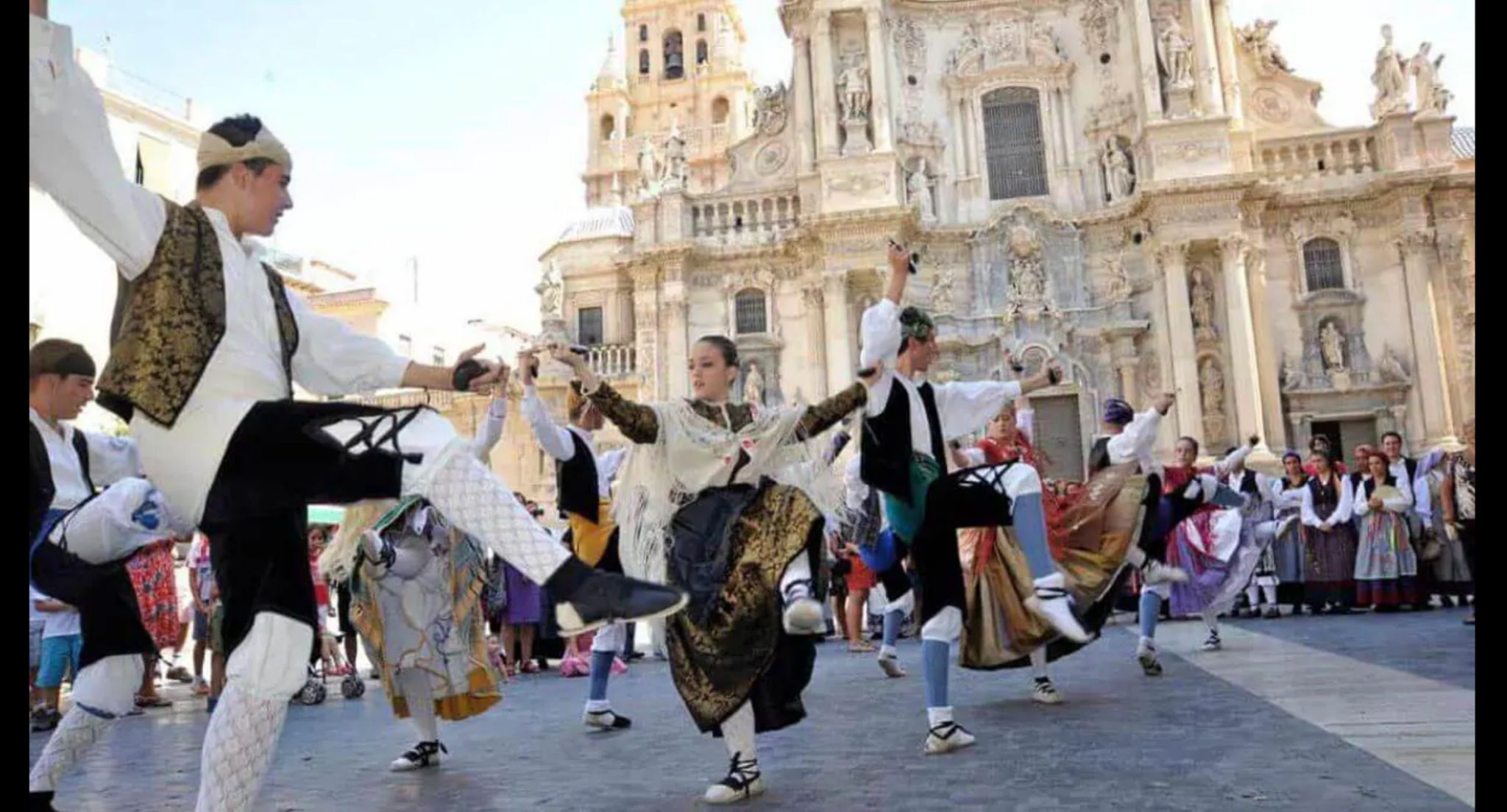
Jota en Plaza de la Catedral de Murcia

La Región de Murcia alberga multitud de bailes y danzas tradicionales autóctonas. La Jota en Murcia aparece documentada en algunos cancioneros musicales y literarios de principios del siglo XX. Por aquel entonces, convivía con otros géneros del folklore, como el fandango y la seguidilla.  Tiene la Jota unas variantes las cuales han creado músicas y bailes muy vistosos y de una sencillez extraordinaria como son las ziringozas, hierbabuenas, y los zánganos, que se bailan en distintos puntos de la Región.
Dentro de las Jotas murcianas, estas serían un primer listado con las más populares:
Jota de la Huerta: Bailada desde tiempos muy remotos y conocida por toda la Región de Murcia , dentro de su melodía se deja constancia de la vida y costumbres de la gente de la Huerta.
Jota del Rincón: Una de las jotas más antiguas de la Región Murciana, bailada de forma diferente, sin estilo definido, ya que esta jota se bailaba cuando los huertanos y huertanas se reunían después de la faena y puestos en forma de corro alternaban pasos de jota de diferentes maneras.
Jota del Chipirrín: Otra de las jotas más antiguas, de las que se conservan diferentes cantos, todos con la misma melodía y quizás las que todo murciano lleva en su corazón, por ser una de las jotas más populares de la Región.
Las Manchegas: Con esta jota se deja constancia de los antepasados históricos cuando Albacete pertenecía a la Región de Murcia (1833-1978). Se queda así por tanto dentro del folklore murciano numerosas manchegas llenas de encanto.
La Redonda: Jota originaria del municipio de Jumilla. Bailada en corro y a su vez formada por tríos de dos mujeres y un hombre.
Las Alegrías: Jota del municipio de Blanca (Murcia) , la cual realiza una descripción del mismo y de sus gentes, es una jota cantada y bailada de generación en generación y sobre todo suele estar representada por los zagales y las zagalas más pequeños del municipio. 